# Auroramottagning
Auroramottagning eller Auroragrupp är en mottagning eller resurs som möter gravida kvinnor med förlossningsrädsla. Sådana finns vid de flesta förlossningsenheter i Sverige, dock med olika organisation och resurser. Namnet Aurora kommer från romersk mytologi, och syftar på Aurora, morgondagens gudinna, som kom med ljuset efter nattens mörker.

## Allmänt
Förlossningsrädsla är i varierande grad ett problem för cirka en fjärdedel av alla gravida kvinnor, och uppemot var tionde gravid kvinna (6–10 %) bedöms uppleva en svår förlossningsrädsla, det vill säga uppemot 10 000 kvinnor per år i Sverige. Rädslan innebär ett lidande för den gravida kvinnan och i vissa fall är rädslan så stor att anknytningen till det ofödda barnet är hotad. Rädslan drabbar i högre grad kvinnor med psykisk ohälsa samt kvinnor som blivit utsatta för våld, men också dem som haft en tidigare förlossningsupplevelse som upplevts traumatisk.
Enligt riktlinjer från SFOG (Svensk Förening för Obstetrik och Gynekologi) bör en Auroraverksamhet bestå av erfarna förlossningsverksamma barnmorskor som helst har vidareutbildning i samtalsteknik, en eller flera obstetriker med särskilt intresse för psykosociala frågor och gärna möjlighet att kunna knyta kurator och/eller psykolog samt psykiater till gruppen.
I första hand träffar de flesta kvinnor en barnmorska som identifierar kvinnans rädsla och behov av fortsatt stöttning, medan i vissa fall det är kvinnan själv som tar kontakt. I vissa fall är inte barnmorskans kompetens tillräcklig, och det kan då bli aktuellt att träffa förlossningsläkare för att planera förlossningen och i vissa fall är det psykoterapi kvinnan behöver.
SBU (Statens beredning för medicinsk och social utvärdering) har utvärderat metoder för att identifiera och behandla förlossningsrädsla. Man har funnit att självskattning med VAS-skala (visuell analog skala) kan användas för att identifiera behov av utredning/behandling, men att effekten av behandling av förlossningsrädsla är svårbedömd.